# Hey Now (Martin Solveig)
Hey Now is een nummer van de Franse dj Martin Solveig en The Cataracs uit 2013, ingezongen door Kyle.
Het vrij vrolijk en zomers klinkende nummer werd in een aantal Europese landen een van de zomerhits van 2013. "Hey Now" haalde in Solveigs thuisland Frankrijk de 55e positie. In Nederland haalde het de Top 40 echter niet, daar bleef het steken op de 4e positie in de Tipparade. De Vlaamse Ultratop 50 werd wel gehaald, daar was het nummer goed voor de 31e positie.